# Most na Adi
Most na Adi, drumski je i šinski most u Beogradu koji povezuje opštine Novi Beograd, Savski venac i Čukarica. Most je predviđen kao deo beogradskog Unutrašnjeg magistralnog poluprstena (UMP) koji bi povezivao Novi Beograd i Zvezdaru. Bilo je predviđeno da će most zajedno sa pristupnim saobraćajnicama koštati 161 milion evra. Most na Adi je koštao 161 milion evra, što je potvrđeno u izveštaju Državne revizorske agencije (DRI), a 85% je finansiran sredstvima iz kredita Evropske investicione banke (EIB).

## Istorijat
Godine 1923, arhitekta Đorđe Kovaljevski je uradio prvu urbanističku skicu Beograda sa mostom preko Ade Ciganlije. U vreme kada je Beograd poprimao prva obeležja evropskih metropola futuristički orijentisani planeri saobraćaja predvideli su pojedine deonice saobraćajnice koju mi danas zovemo Unutrašnji magistralni poluprsten. Ova saobraćajnica ili njeni pojedini segmenti postojala je u ranijim planovima sa donekle izmenjenim položajem pod različitim imenima: magistralni prsten, transverzala, istočna tangenta. Ono što je bilo svima zajedničko je most preko Ade Ciganlije. Most je u ranijim planovima bio na mestu današnje severne prevlake, a projektom UMPeSO pomeren je do samog špica.

## Položaj
Ovo je najuzvodniji beogradski most preko Save (unutar užeg gradskog područja) i povezuje novobeogradske blokove i Topčider, preko bloka 69 i Careve ćuprije, u blizini koje je izgrađena semaforizovana raskrsnica koja je povezana sa Bulevarom vojvode Mišića. Jedini pilon ovog mosta izgrađen je na severnom špicu Ade Ciganlije. Na desnoj obali Save, most prelazi preko rukavca kod brodogradilišta i završava se kod Ulice Jurija Gagarina.

## Naziv
Tokom dva dana avgusta 2011, kada je most bio otvoren za pešake, sprovođena je anketa o nazivu mosta. Od oko 13.000 anketiranih građana, njih oko 3.350 tada je predložilo „Most na Adi“, a među popularnim predlozima za naziv mosta bila je i „Harfa“, zatim „Most Draže Mihailovića“, „Most patrijarha Pavla“, „Most Zorana Đinđića“, „Žirafa“, „Lepeza“, „Andrićev most“ i druga imena.
Međutim, iako su lingvisti pri Komisiji za imenovanje ulica i trgova konstatovali da je naziv „Most na Adi“ gramatički nepravilan i da je pravilno: „Most preko Ade“, Komisija je odabrala prvobitni naziv. Skupština grada je ovaj naziv i zvanično usvojila 15. decembra 2011. godine.
Most na Adi ima nezvanični naziv: „Novi most“, koji se često koristi.

## Tehničke karakteristike
Idejno rešenje mosta dala je slovenačka firma „Ponting“, pobedivši na konkursu održanom 2004. godine, u konkurenciji 11 preduzeća. Projektanti mosta su konstruktor Viktor Markelj i arhitekta Peter Gabrijelčič. Stručni žiri kojim je predsedavao Nikola Hajdin, predsednik Srpske akademije nauka i umetnosti i projektant beogradskog Novog železničkog mosta jednoglasno je proglasio pobedničko idejno rešenje. Takođe, to rešenje je podržalo i Društvo arhitekata Beograda, ocenivši ga kao savremeno i bitno za budući izgled Beograda.
Most na Adi je most sa kosim zategama. Dugačak je 929 metara, ima šest kolovoznih traka, dve staze za pešake i dva koloseka namenjena budućem metrou. Širina mosta je 45,04 metara. Pilon mosta visok je 200 metara i sa njega se pružaju zatege koje drže deo gredne konstrukcije preko Save. Dužina glavnog raspona je 376 metara.
| Tehničke karakteristike mosta |                               |
| Dužina                        | 964 m                         |
| Širina                        | 45,04 m                       |
| Stubova                       | 8                             |
| Površina                      | 43.553,68 m²                  |
| Pilon                         | visina: 200 m                 |
| Pilon                         | prečnik u osnovi: 35,54 m     |
| Pilon                         | prečnik na vrhu: 1,5 m        |
| Pilon                         | masa: 35.000 tona             |
| Kose zatege                   | broj: 80                      |
| Kose zatege                   | dužina: 97 do 375 m           |
| Kose zatege                   | dužina svih kablova: 1.110 km |
| Masa betona i armature        | 164.927 tona                  |
| Propusnost                    | oko 12.000 vozila na sat      |

## Izgradnja
Direkcija za građevinsko zemljište i izgradnju Beograda je, 17. marta 2008. godine, izabrala konzorcijum sastavljen od sledećih firmi: „Por tehnobau und umvelt akcijengezelšaft“ iz Austrije, „SCT d.d.“ iz Slovenije i "DSD" iz Nemačke za najpovoljnijeg ponuđača na konkursu. Planirano je da projektovanje i izgradnja mosta košta 118.652.230 evra. Prvobitna cena, prema idejnom projektu iz 2005. godine, trebalo je da bude oko 90 miliona evra, ali je ona porasla jer je, u međuvremenu, porasla cena čelika na svetskom tržištu i to za više od 50%. Međutim, iako je cena čelika u međuvremenu pala, smanjenje cene mosta se ne spominje. Tokom 2006. bilo je procenjeno da će most zajedno sa pristupnim saobraćajnicama koštati 161 milion evra. Međutim tokom tokom 2010. pominje se cifra od 300 miliona evra evra, a tokom 2011. pominje se cena od 400 miliona evra bez poreza i doprinosa.
Predviđeno je da veći deo troškova izgradnje bude finansiran kreditom koji je Grad Beograd podigao kod Evropske banke za obnovu i razvoj, a izgradnju prilaznih saobraćajnica bi finansirala Direkcija za građevinsko zemljište i izgradnju Beograda.
Prilikom saopštavanja izbora izvođača, gradski menadžer Bojan Stanojević je izjavio da očekuje da ugovor bude potpisan za oko mesec dana, a projektovanje traje šest do osam meseci. Pripremni radovi su počeli krajem leta 2008, sama izgradnja počela je 1. decembra iste godine, dok je završetak izgradnje mosta predviđen za avgust 2011. godine.
Direkcija za Građevinsko zemljište i izgradnju Beograda je 10. jula 2009. raspisala konkurs za izradu idejnog rešenja za izgradnju prilazne petlje za most sa čukaričke strane, čime bi bile povezane Radnička ulica sa raskrsnicom kod Hipodroma, Bulevar Vojvode Mišića kao i budući UMP. Na petlji, prema uslovima konkursa, moraju postojati uslovi za drumski, šinski, pešački i biciklistički saobraćaj, i rešenje mora biti ekološki prihvatljivo. Konkursom se takođe zahteva omogućavanje faznog rešenja koje bi rasteretilo saobraćajne probleme u ovoj oblasti i pre puštanja u saobraćaj deonice UMP sa novim mostom. Rok za dostavljanje radova je bio 10. septembar 2009, a rezultati je trebalo da budu objavljeni dve nedelje kasnije. Ukoliko se prijavilo barem deset radova, trebalo bi da budu dodeljene prva nagrada od milion dinara i još pet novčanih nagrada. Međutim, nijedno od ponuđenih rešenja nije u potpunosti zadovoljilo uslove konkursa.
Oktobra 2010. objavljeno je rešenje za petlju u Radničkoj ulici. Umesto rešenja u osnovnom planu - denivelisane raskrsnice sa dve semaforizovane površinske raskrsnice na Radničkoj ulici, sada se planira rešenje koje ima pun program denivelisanih veza. Naime, denivelisana petlja sadrži kružnu raskrsnicu koja je rampama direktno povezana sa mostom iznad, Radničkom ulicom i Bulevarom Vojvode Mišića koji se pruža ispod. Dve strane mosta u izgradnji su spojene 9. avgusta 2011. kada je u konstrukciju mosta uklopljen poslednji čelični element. Zamenik gradonačelnika Beograda, Goran Vesić, prilikom obilaska radova na postavljanju šina, najavio je prelazak prvog tramvaja preko Mosta na Adi za 5. jun 2019. godine. Tramvaj je, prema najavama, tog datuma prošao trasom preko mosta. Time je započet jednomesečni probni period, dok je zvanično otvaranje za saobraćaj najavljeno za 5. jul iste godine. Planirano je da linije 11 i 13 budu preusmerene na Most na Adi. Tramvajski saobraćaj je, prema najavama, uspostavljen 5. jula 2019. godine.

## Otvaranje
U novogodišnjoj noći između 31. decembra 2011. i 1. januara 2012. svečano je otvoren Most na Adi, uz vatromet u ponoć. Posle vatrometa je upaljena javna rasveta i dekorativno osvetljenje, a od pola jedan posle ponoći do dva sata je nizvodna strana mosta bila otvorena za pešake, dok je druga strana otvorena za drumski saobraćaj. Pored više hiljada građana mostom su prošetali i predsednik Srbije i gradonačelnik Beograda. Radovi na pristupnim saobraćajnicama se nastavljaju u 2012. godini kao i radovi na izgradnji šinskog sistema za koji je predviđen prostor na sredini mosta.

## Očekivani efekti
Most na Adi je deo plana za izgradnju unutrašnjeg magistralnog poluprstena (UMP). Prema rezultatima dosadašnjih studija o UMP, dnevna ušteda utrošenog goriva samo za putnička vozila bi iznosila 11 tona, a put kojeg ova vozila pređu bi se smanjio za 100.000 kilometara.

## Kritike
Izgradnja mosta preko Ade Ciganlije i UMP nije bila bez protivnika u stručnim krugovima. Grupa devet autora, među kojima i prof. dr Ksenija Petovar, prof. dr Mihailo Maletin, prof. dr Slobodan Vukićević i arh. Branislav Jovin, u snažno kritičkom javnom pismu u januaru 2006. su ukazali na fizičku opasnost i urbanističku nepodobnost provlačenja magistralnog pravca kroz gradsko jezgro i ocenili da ovi planovi žiteljima Beograda donose „enormno skup i nefunkcionalan most na pogrešnom mestu“, nazivajući odluke gradskih vlasti „apsolutno neprihvatljivim improvizacijama“.
U javnosti je planirani most kritikovan i zbog pretnje ugroženim vrstama ptica, među kojima posebno vrsta kormorana - malog vranca (lat. Phalacrocorax pygmeus), koji zimske noći provodi po vrbacima na donjem špicu Ade. U kategorizaciji vrsta evropskih potreba zaštite (SPEC) svrstava se u prvu grupu – u globalno ugrožene vrste sa nepovoljnim statusom zaštite u Evropi. U Srbiji je zaštićen kao prirodna retkost, a Uredba o prirodnim retkostima zabranjuje narušavanje njihovih staništa. Pilon mosta preko Ade Ciganlije bi prekrio vrbak u kome ptice noće, a brojni kablovi – nosači kolovoznih traka stvorili bi opasnu barijeru u letnom koridoru ugrožene vrste. U Beogradu zimuje 10% evropske populacije ove vrste. Dve godine po početku izgradnje, Liga za ornitološku akciju Srbije, uz pomoć USAID-a, uspela je da se izbori za to da mali vranac i pored izgradnje mosta, ne napusti svoje stanište

## Galerija slika
- Most u izgradnji 2010.
- Pogled na Novi železnički most i Beograd sa mosta preko Ade
- Panorama pogleda s mosta, 02. 01. 2012.
- Prilazna petlja
- Pogled sa Ade, večernji snimak

## Spoljašnje veze
- Zvanična strana.
- Direkcija za građevinsko zemljište i izgradnju Beograda - Kompjuterska animacija izgleda mosta
- Direkcija za građevinsko zemljište i izgradnju Beograda - Rezultati tendera za rešenje mosta
- Fotografije dekorativnog osvetljenja Mosta na Adi uoči Nove godine- 24 sata.rs
- Mrežno mesto Grada Beograda - Most preko Ade Ciganlije gradiće austrijska kompanija, 17.3.2008.
- „Blic“ - „Izgradnja počinje krajem leta“, 18.3.2008.